# Leichtathletik-Juniorenweltmeisterschaften 2000
Die 8. Leichtathletik-Juniorenweltmeisterschaften fanden vom 17. bis 22. Oktober 2000 in Santiago de Chile in Chile statt.

## Männer

### 100 m
| Platz | Athlet                 | Land | Zeit (s) |
| ----- | ---------------------- | ---- | -------- |
| 1     | Mark Lewis-Francis     | GBR  | 10,12 CR |
| 2     | Salem al-Yami          | KSA  | 10,38    |
| 3     | Marc Burns             | TTO  | 10,40 PB |
| 4     | Darrel Brown           | TTO  | 10,40    |
| 5     | Michael Frater         | JAM  | 10,46 PB |
| 6     | Ricardo Alves          | POR  | 10,52    |
| 7     | Saad Faraj al-Shahwani | QAT  | 10,54    |
| 8     | Elly Ollarves          | VEN  | 10,64    |

### 200 m
| Platz | Athlet             | Land | Zeit (s) |
| ----- | ------------------ | ---- | -------- |
| 1     | Paul Gorries       | RSA  | 20,64    |
| 2     | Marcin Jędrusiński | POL  | 20,87    |
| 3     | Timothy Benjamin   | GBR  | 20,94    |
| 4     | Omar Brown         | JAM  | 21,04    |
| 5     | Yusuke Omae        | JPN  | 21,05    |
| 6     | Marvin Anderson    | JAM  | 21,06    |
| 7     | Dwayne Grant       | GBR  | 21,33    |
| 8     | Johan Engberg      | SWE  | 21,38    |

### 400 m
| Platz | Athlet             | Land | Zeit (s)  |
| ----- | ------------------ | ---- | --------- |
| 1     | Hamdan al-Bishi    | KSA  | 44,66 CR  |
| 2     | Brandon Simpson    | JAM  | 45,73 PB  |
| 3     | Shinji Ishikawa    | JPN  | 45,77 NJR |
| 4     | Damion Barry       | TTO  | 45,86 NJR |
| 5     | William Hernández  | VEN  | 45,94 NJR |
| 6     | Richard Sharp      | RSA  | 45,97 PB  |
| 7     | Jonathan Palma     | VEN  | 46,36 PB  |
| 8     | Rafał Wieruszewski | POL  | 46,37     |

### 800 m
| Platz | Athlet               | Land | Zeit (min) |
| ----- | -------------------- | ---- | ---------- |
| 1     | Nicholas Wachira     | KEN  | 1:47,16    |
| 2     | Florent Lacasse      | FRA  | 1:47,61    |
| 3     | Antonio Manuel Reina | ESP  | 1:47,90    |
| 4     | Salem Amer al-Badri  | QAT  | 1:48:51    |
| 5     | Arnoud Okken         | NED  | 1:49,10    |
| 6     | Abdelkabir Louraïbi  | MAR  | 1:49,88    |
| 7     | Jason Stewart        | NZL  | 1:50,34    |
| 8     | Aldwyn Sappleton     | JAM  | 1:50,63    |

### 1500 m
| Platz | Athlet             | Land | Zeit (min) |
| ----- | ------------------ | ---- | ---------- |
| 1     | Cornelius Chirchir | KEN  | 3:38,80    |
| 2     | Wolfram Müller     | GER  | 3:39,37    |
| 3     | Philemon Kibet     | KEN  | 3:40,77 PB |
| 4     | Jamal Noor Youssef | QAT  | 3:42,27    |
| 5     | Johan Cronje       | RSA  | 3:42,52    |
| 6     | Ridouane Harroufi  | MAR  | 3:43,34    |
| 7     | Abubaker Ali Kamal | QAT  | 3:44,12    |
| 8     | Tarek Boukensa     | ALG  | 3:44,46    |

### 5000 m
| Platz | Athlet            | Land | Zeit (min)   |
| ----- | ----------------- | ---- | ------------ |
| 1     | Gordon Mugi       | KEN  | 13:44,93     |
| 2     | Kenenisa Bekele   | ETH  | 13:45,43     |
| 3     | Cyrus Kataron     | KEN  | 13:46,12     |
| 4     | Obed Mutanya      | ZAM  | 13:46,33 NJR |
| 5     | Beruk Debrework   | ETH  | 13:54,17     |
| 6     | Khoudir Aggoune   | ALG  | 14:01,16 PB  |
| 7     | Cuthbert Nyasango | ZIM  | 14:02,02 PB  |
| 8     | Aïssa Dghoughi    | MAR  | 14:07,30     |

### 10.000 m
| Platz | Athlet                 | Land | Zeit (s)    |
| ----- | ---------------------- | ---- | ----------- |
| 1     | Robert Kipchumba       | KEN  | 28:54,37    |
| 2     | Duncan Leba            | KEN  | 28:58,39    |
| 3     | Abraham Hadush         | ETH  | 29:44,65    |
| 4     | Kebede Tekeste         | ETH  | 29:44,69    |
| 5     | Jeffrey Gwebu          | RSA  | 30:01,62    |
| 6     | Jean Baptiste Simukeka | RWA  | 30:08,87 PB |
| 7     | Zhang Yunshan          | CHN  | 30:24,02    |
| 8     | Wassyl Matwijtschuk    | UKR  | 30:41,23    |

### 10 km Gehen
| Platz | Athlet                | Land | Zeit (min)  |
| ----- | --------------------- | ---- | ----------- |
| 1     | David Berdeja         | MEX  | 40:56,47 SB |
| 2     | Jewgeniy Demkow       | RUS  | 40:56,53    |
| 3     | Wiktor Burajew        | RUS  | 40:56,57    |
| 4     | Takeaki Agatsuma      | JPN  | 42:39,08    |
| 5     | Pei Chuang            | CHN  | 42:41,01    |
| 6     | Patrick Ennemoser     | ITA  | 42:50,73    |
| 7     | José Alessandro Bagio | BRA  | 43:18,95 PB |
| 8     | Aliaksandr Kuzmin     | BLR  | 43:20,96    |

### 110 m Hürden
| Platz | Athlet                | Land | Zeit (s)  |
| ----- | --------------------- | ---- | --------- |
| 1     | Yuniel Hernández      | CUB  | 13,60 WJL |
| 2     | Thomas Blaschek       | GER  | 13,80     |
| 3     | Ladji Doucouré        | FRA  | 13,84     |
| 4     | Liu Xiang             | CHN  | 13,87     |
| 5     | Philip Nossmy         | SWE  | 13,92     |
| 6     | Nassim Mezian Brahimi | QAT  | 14,14     |
| 7     | Robert Newton         | GBR  | 14,22     |
| 8     | Chris Baillie         | GBR  | 14,28     |

### 400 m Hürden
| Platz | Athlet              | Land | Zeit (s)  |
| ----- | ------------------- | ---- | --------- |
| 1     | Marek Plawgo        | POL  | 49,23 WJL |
| 2     | Ter de Villiers     | RSA  | 50,52     |
| 3     | Okkert Cilliers     | RSA  | 50,58     |
| 4     | Christian Duma      | GER  | 50,60 PB  |
| 5     | Jewgeni Meleschenko | KAZ  | 51,05     |
| 6     | Mikael Jakobsson    | SWE  | 51,48     |
| 7     | Loïc Clément        | FRA  | 52,26     |
| 8     | Sean Avery          | AUS  | 54,95     |

### 3000 m Hindernis
| Platz | Athlet            | Land | Zeit (min)  |
| ----- | ----------------- | ---- | ----------- |
| 1     | Raymond Yator     | KEN  | 8:16,34 CR  |
| 2     | David Chemweno    | KEN  | 8:31,95 PB  |
| 3     | Abdelatif Chemlal | MAR  | 8:43,57     |
| 4     | Adelino Monteiro  | POR  | 8:45,34 PB  |
| 5     | Martin Pröll      | AUT  | 8:46,80 PB  |
| 6     | Itai Maggidi      | ISR  | 8:51,26 NJR |
| 7     | Jukka Keskisalo   | FIN  | 8:53,18     |
| 8     | Rami al-Faar      | KSA  | 8:53,48 NJR |

### 4 × 100 m Staffel
| Platz | Land                   | Athleten                                                              | Zeit (s)  |
| ----- | ---------------------- | --------------------------------------------------------------------- | --------- |
| 1     | Vereinigtes Königreich | Tyrone Edgar Dwayne Grant Timothy Benjamin Mark Lewis-Francis         | 39,05 CR  |
| 2     | Frankreich             | Ronald Pognon Fabrice Calligny Ladji Doucouré Leslie Djhone           | 39,33 NJR |
| 3     | Japan                  | Takashi Mogi Kazuya Kitamura Yusuke Omae Hisashi Miyazaki             | 39,47 NJR |
| 4     | Trinidad und Tobago    | Kirk Rudder Marc Burns Cleavon Dillon Darrel Brown                    | 40,03 NJR |
| 5     | Jamaika                | Michael Frater Omar Brown Winston Smith Marvin Anderson               | 40,07     |
| 6     | Deutschland            | Tobias Pfennig Jan Mörsch Sebastian Gatzka Rasgawa Pinnock            | 40,42     |
| 7     | Ungarn                 | László Szabó Gergely Nagy Gergely Németh Imre Lórincz                 | 40,57     |
|       | Polen                  | Mariusz Latkowski Marcin Jędrusiński Wojciech Niczyporuk Łukasz Chyła | DNF       |

### 4 × 400 m Staffel
| Platz | Land        | Athleten                                                                  | Zeit (min)  |
| ----- | ----------- | ------------------------------------------------------------------------- | ----------- |
| 1     | Jamaika     | Sekou Clarke Aldwyn Sappleton Pete Coley Brandon Simpson                  | 3:06,06 WJL |
| 2     | Deutschland | Sebastian Gatzka Christian Duma Steffen Hönig Bastian Swillims            | 3:06,79     |
| 3     | Polen       | Rafał Wieruszewski Karol Terejlis Adrian Galaszewski Marek Plawgo         | 3:07,05 SB  |
| 4     | Südafrika   | Richard Sharp William Mandla Nkosi Pieter de Villiers Tshepo Thobelangope | 3:07,66 NJR |
| 5     | Spanien     | David Melo Danel Ruiz Miguel Angel Lira Antonio Manuel Reina              | 3:09,22     |
| 6     | Venezuela   | William Hernández Jonathan Palma Simoncito Silvera Dany Nuñez             | 3:09,71 NJR |
| 7     | Chile       | Sebastián Martínez Javier Cavagnaro Sebastián Cantuarias Guillermo Mayer  | 3:12,25     |
| 8     | Australien  | Courtney McLeod Cameron Brown David Cappellano Andrew Cameron             | 3:14,44     |

### Hochsprung
| Platz | Athlet          | Land | Höhe (m) |
| ----- | --------------- | ---- | -------- |
| 1     | Jacques Freitag | RSA  | 2,24     |
| 2     | Jermaine Mason  | JAM  | 2,24 NJR |
| 3     | Tomasz Smialek  | POL  | 2,21 PB  |
| 4     | Jessé de Lima   | BRA  | 2,18 SB  |
| 5     | Matthew Vincent | USA  | 2,18 PB  |
| 6     | Andrei Tschubsa | BLR  | 2,15     |
| 7     | Mickael Hanany  | FRA  | 2,10     |
| 7     | Yohav Shuster   | ISR  | 2,10     |
| 7     | Alfred Neale    | USA  | 2,10     |

### Stabhochsprung
| Platz | Athlet             | Land | Höhe (m) |
| ----- | ------------------ | ---- | -------- |
| 1     | Aleksei Khanafin   | RUS  | 5,30     |
| 2     | Oleksandr Korchmyd | UKR  | 5,30     |
| 3     | Rocky Danners      | USA  | 5,20     |
| 4     | Steven Hooker      | AUS  | 5,20 PB  |
| 5     | Toshio Imura       | JPN  | 5,20     |
| 6     | Wassili Petrow     | RUS  | 5,20     |
| 7     | Shunsuke Shimo     | JPN  | 5,20 PB  |
| 8     | Kevin Rans         | BEL  | 5,00     |
| 8     | Alhaji Jeng        | SWE  | 5,00     |

### Weitsprung
| Platz | Athlet             | Land | Weite (m) |
| ----- | ------------------ | ---- | --------- |
| 1     | Cai Peng           | CHN  | 7,88      |
| 2     | Wolodymyr Sjuskow  | UKR  | 7,84 PB   |
| 3     | Yoelmis Pacheco    | CUB  | 7,71      |
| 4     | Víctor Castillo    | VEN  | 7,66      |
| 5     | Tim Parravicini    | AUS  | 7,65 PB   |
| 6     | Imre Lórincz       | HUN  | 7,65 PB   |
| 7     | Daniel Kaczmarczyk | POL  | 7,57      |
| 8     | Luka Aracic        | CRO  | 7,50      |

### Dreisprung
| Platz | Athlet                      | Land | Weite (m) |
| ----- | --------------------------- | ---- | --------- |
| 1     | Marian Oprea                | ROU  | 16,41     |
| 2     | Yoandri Betanzos            | CUB  | 16,34     |
| 3     | Hamdi Abdel                 | QAT  | 16,29     |
| 4     | Gu Junjie                   | CHN  | 16,26     |
| 5     | Leevan Sands                | BAH  | 16,22 SB  |
| 6     | Arvydas Nazarovas           | LTU  | 16,13 PB  |
| 7     | Marcelo da Costa            | BRA  | 16,10     |
| 8     | Ibrahim Mohamdein Aboubaker | QAT  | 16,05 PB  |

### Kugelstoßen
| Platz | Athlet             | Land | Weite (m) |
| ----- | ------------------ | ---- | --------- |
| 1     | Rutger Smith       | NED  | 19,48 CR  |
| 2     | Iwan Juschkow      | RUS  | 19,06     |
| 3     | Tomasz Chrzanowski | POL  | 19,00 NJR |
| 4     | Pawel Lydschyn     | BLR  | 19,00     |
| 5     | Jeffrey Chakouian  | USA  | 18,89 PB  |
| 6     | Jury Bialou        | BLR  | 18,83 PB  |
| 7     | Pawel Sofin        | RUS  | 18,26     |
| 8     | Jaroslaw Cichocki  | POL  | 18,26 PB  |

### Diskuswurf
| Platz | Athlet                 | Land | Weite (m) |
| ----- | ---------------------- | ---- | --------- |
| 1     | Hannes Hopley          | RSA  | 59,51 NJR |
| 2     | Niklas Arrhenius       | SWE  | 59,19 PB  |
| 3     | Rutger Smith           | NED  | 58,70     |
| 4     | Michal Hodun           | POL  | 58,62 NJR |
| 5     | Rashid Shafi al-Dosari | QAT  | 58,29     |
| 6     | Lois Maikel Martínez   | CUB  | 56,94     |
| 7     | Pawel Lydschyn         | BLR  | 56,24     |
| 8     | Krishnakumar Sharma    | IND  | 52,01     |

### Hammerwurf
| Platz | Athlet            | Land | Weite (m) |
| ----- | ----------------- | ---- | --------- |
| 1     | Eşref Apak        | TUR  | 69,97 NJR |
| 2     | Dylan Armstrong   | CAN  | 67,50     |
| 3     | Aaron Fish        | AUS  | 67,44     |
| 4     | Aleksej Jelisejew | RUS  | 65,82     |
| 5     | Dilschod Nasarow  | TJK  | 63,43     |
| 6     | Alessandro Beschi | ITA  | 61,58     |
| 7     | Jari Polvi        | FIN  | 60,15     |
| 8     | Lucas Andino      | ARG  | 58,69     |

### Speerwurf
| Platz | Athlet              | Land | Weite (m) |
| ----- | ------------------- | ---- | --------- |
| 1     | Hardus Pienaar      | RSA  | 78,11 NJR |
| 2     | Andreas Thorkildsen | NOR  | 76,34 NJR |
| 3     | Park Jae-myong      | KOR  | 72,36     |
| 4     | Janis Liepa         | LAT  | 71,93     |
| 5     | Song Dong-hyun      | KOR  | 71,20     |
| 6     | Aleksandr Iwanow    | RUS  | 71,02     |
| 7     | Chen Te-Chun        | TPE  | 68,39 PB  |
| 8     | Vadims Vasiļevskis  | LAT  | 68,14     |

### Zehnkampf
| Platz | Athlet          | Land | Punkte   |
| ----- | --------------- | ---- | -------- |
| 1     | Dennis Leyckes  | GER  | 7897 CR  |
| 2     | David Gómez     | ESP  | 7772 NJR |
| 3     | André Niklaus   | GER  | 7712 PB  |
| 4     | Dmitri Karpow   | KAZ  | 7366     |
| 5     | Indrek Turi     | EST  | 7222     |
| 6     | Pavel Havlícek  | CZE  | 7131 PB  |
| 7     | Pawel Dubitskij | KAZ  | 6998 PB  |
| 8     | Mikk Joorits    | EST  | 6979     |

## Frauen

### 100 m
| Platz | Athletin                | Land | Zeit (s)  |
| ----- | ----------------------- | ---- | --------- |
| 1     | Veronica Campbell       | JAM  | 11,12 CR  |
| 2     | Katchi Habel            | GER  | 11,39 PB  |
| 3     | Fana Ashby              | TRI  | 11,47     |
| 4     | Vida Anim               | GHA  | 11,58 NJR |
| 5     | Nadine Palmer           | JAM  | 11,59     |
| 6     | Christa Kaufmann        | GER  | 11,66     |
| 7     | Emily Maher             | IRL  | 11,73     |
| 8     | Thatiana Regina Ignácio | BRA  | 11,84     |

### 200 m
| Platz | Athletin            | Land | Zeit (s) |
| ----- | ------------------- | ---- | -------- |
| 1     | Veronica Campbell   | JAM  | 22,87 CR |
| 2     | Sina Schielke       | GER  | 23,20    |
| 3     | Vida Anim           | GHA  | 23,81    |
| 4     | Malgorzata Flejszar | POL  | 23,94    |
| 5     | Vernicha James      | GBR  | 23,96    |
| 6     | Emily Maher         | IRL  | 24,00    |
| 7     | Melanie Kleeberg    | AUS  | 24,39    |
| 8     | Kim Wall            | GBR  | 24,46    |

### 400 m
| Platz | Athletin         | Land | Zeit (s)  |
| ----- | ---------------- | ---- | --------- |
| 1     | Jana Pittman     | AUS  | 52,45     |
| 2     | Aneta Lemiesz    | POL  | 52,78 NJR |
| 3     | Norma González   | COL  | 53,30     |
| 4     | Maria Rus        | ROU  | 53,46     |
| 5     | Natalja Iwanowa  | RUS  | 53,58 PB  |
| 6     | Natalija Pyhyda  | UKR  | 53,69     |
| 7     | Kareen Gayle     | JAM  | 53,95     |
| 8     | Martina McCarthy | IRL  | 54,32     |

### 800 m
| Platz | Athletin              | Land | Zeit (min) |
| ----- | --------------------- | ---- | ---------- |
| 1     | Jebet Langat          | KEN  | 2:01,51    |
| 2     | Georgie Clarke        | AUS  | 2:02,28    |
| 3     | Lucia Klocová         | SVK  | 2:04,00 PB |
| 4     | Alina Rîpanu          | ROU  | 2:04,60    |
| 5     | Esther Desviat        | ESP  | 2:06,55    |
| 6     | Tetjana Petljuk       | UKR  | 2:07,26    |
| 7     | Jeruto Kiptum Kiptubi | KEN  | 2:08,97    |
|       | Kerstin Werner        | GER  | DNS        |

### 1500 m
| Platz | Athletin           | Land | Zeit (min) |
| ----- | ------------------ | ---- | ---------- |
| 1     | Abebech Negussie   | ETH  | 4:19,93    |
| 2     | Rose Kosgei        | KEN  | 4:20,16    |
| 3     | Georgie Clarke     | AUS  | 4:20,21    |
| 4     | Zanelle Grobler    | RSA  | 4:21,41    |
| 5     | Rasa Drazdauskaitė | LTU  | 4:21,58    |
| 6     | Fang Chen          | CHN  | 4:22,81    |
| 7     | Florence Kyalo     | KEN  | 4:22,95    |
| 8     | Melissa Rollison   | AUS  | 4:25,17    |

### 3000 m
| Platz | Athletin           | Land | Zeit (min) |
| ----- | ------------------ | ---- | ---------- |
| 1     | Beatrica Jepchumba | KEN  | 9:08,80    |
| 2     | Jane Chepkoech     | KEN  | 9:10,05    |
| 3     | Etalemahu Kidane   | ETH  | 9:11,55 PB |
| 4     | Fang Chen          | CHN  | 9:12,53 PB |
| 5     | Mestawet Tufa      | ETH  | 9:16,73 PB |
| 6     | Elvan Abeylegesse  | TUR  | 9:28,20    |
| 7     | Carolyn Henry      | CAN  | 9:31,88    |
| 8     | Jéssica Augusto    | POR  | 9:33,37    |

### 5000 m
| Platz | Athletin                   | Land | Zeit (s) |
| ----- | -------------------------- | ---- | -------- |
| 1     | Dorcus Inzikuru            | UGA  | 16:21,32 |
| 2     | Meseret Defar              | ETH  | 16:23,69 |
| 3     | Sharon Cherop              | KEN  | 16:23,73 |
| 4     | Kayoko Fukushi             | JPN  | 16:25,01 |
| 5     | Fridah Chepkemoi Domongole | KEN  | 16:28,35 |
| 6     | Elvan Abeylegesse          | TUR  | 16:33,77 |
| 7     | Eyerusalem Kuma            | ETH  | 16:40,07 |
| 8     | Wang Xiaoming              | CHN  | 16:46,75 |

### 10 km Gehen
| Platz | Athletin             | Land | Zeit (min)   |
| ----- | -------------------- | ---- | ------------ |
| 1     | Ljudmila Jefimkina   | RUS  | 44:07,74     |
| 2     | Tatjana Kozlowa      | RUS  | 44:24,43 PB  |
| 3     | Sabine Zimmer        | GER  | 46:49,97 NJR |
| 4     | Athanasía Tsoumeléka | GRE  | 47:10,96 NJR |
| 5     | Vera Santos          | POR  | 47:11,18 PB  |
| 6     | Beatriz Pascual      | ESP  | 47:14,79     |
| 7     | Melissa Rodriguez    | CUB  | 47:57,88 NJR |
| 8     | Zuzana Malíková      | SVK  | 48:00,84     |

### 100 m Hürden
| Platz | Athletin         | Land | Zeit (s)  |
| ----- | ---------------- | ---- | --------- |
| 1     | Susanna Kallur   | SWE  | 13,02 WJL |
| 2     | Fanny Gerance    | FRA  | 13,21 PB  |
| 3     | Adriana Lamalle  | FRA  | 13,27     |
| 4     | Toni-Ann D’Oyley | JAM  | 13,29 PB  |
| 5     | Jacquie Munro    | AUS  | 13,30     |
| 6     | Jenny Kallur     | SWE  | 13,30     |
| 7     | Anay Tejeda      | CUB  | 13,38 PB  |
| 8     | Maíla Machado    | BRA  | 13,50     |

### 400 m Hürden
| Platz | Athletin                 | Land | Zeit (s)  |
| ----- | ------------------------ | ---- | --------- |
| 1     | Jana Pittman             | AUS  | 56,27     |
| 2     | Marjolein de Jong        | NED  | 56,50     |
| 3     | Melaine Walker           | JAM  | 56,96 NJR |
| 4     | Lantosoa Razafinjanahary | MAD  | 58,14     |
| 5     | Irena Zauna              | LAT  | 58,93     |
| 6     | Zofia Malachowska        | POL  | 59,03     |
| 7     | Perla Regina dos Santos  | BRA  | 59,36     |
| 8     | Karolina Tlustochowska   | POL  | 59,49     |

### 4 × 100 m Staffel
| Platz | Land               | Athletinnen                                                       | Zeit (s)  |
| ----- | ------------------ | ----------------------------------------------------------------- | --------- |
| 1     | Deutschland        | Christa Kaufmann Sina Schielke Kerstin Grötzinger Katchi Habel    | 43,91 WJL |
| 2     | Jamaika            | Veronica Campbell Nadine Palmer Kerron Stewart Nolle Graham       | 44,05 SB  |
| 3     | Schweden           | Emma Rienas Jenny Kallur Susanna Kallur Linda Fernström           | 44,78 NJR |
| 4     | Italien            | Erica Marchetti Fulvia Amerighi Marta Avogardi Vincenza Calì      | 44,89 NJR |
| 5     | Australien         | Alicia Spencer Jacquie Munro Melanie Kleeberg Sandra Porter       | 45,04 SB  |
| 6     | Polen              | Malgorzata Flejszar Hanna Wardowska Anita Hennig Anna Radoszewska | 45,23 SB  |
| 7     | Vereinigte Staaten | Tameisha King Khalilah Carpenter LaVada Hill Consuella Moore      | 45,43     |
|       | Frankreich         | Amélie Huyghes Adrianna Lamalle Fanny Gérance Gwladys Belliard    | DSQ       |

### 4 × 400 m Staffel
| Platz | Land                   | Athletinnen                                                           | Zeit (min)  |
| ----- | ---------------------- | --------------------------------------------------------------------- | ----------- |
| 1     | Vereinigtes Königreich | Kim Wall Jennifer Meadows Helen Thieme Lisa Miller                    | 3:33,82 WJL |
| 2     | Jamaika                | Sheryl Morgan Kareen Gayle Anneisha McLaughlin Melanie Walker         | 3:33,99 SB  |
| 3     | Rumänien               | Adela Diana Marchis Liliana Bărbulescu Maria Rus Alina Rîpanu         | 3:34,49     |
| 4     | Polen                  | Monika Bejnar Dorota Jedrusinska Karolina Tlustochowska Aneta Lemiesz | 3:36,11 SB  |
| 5     | Deutschland            | Eileen Müller Claudia Hoffmann Nadine Balkow Larissa Kettenis         | 3:36,70 SB  |
| 6     | Ukraine                | Switlana Tscherwan Tetjana Petljuk Antonina Jefremowa Natalija Pyhyda | 3:37,38     |
| 7     | Australien             | Lauren Jauncey Katerina Dressler Rebecca Irwin Jana Pittman           | 3:38,66 SB  |
| 8     | Neuseeland             | Rachael Signal April Brough Anna Spriggens Monique Williams           | 3:49,87     |

### Hochsprung
| Platz | Athletin            | Land | Höhe (m) |
| ----- | ------------------- | ---- | -------- |
| 1     | Blanka Vlašić       | CRO  | 1,91     |
| 2     | Marina Kupzowa      | RUS  | 1,88     |
| 3     | Marizca Gertenbach  | RSA  | 1,88 PB  |
| 4     | Anna Tschitscherowa | RUS  | 1,85     |
| 5     | Melanie Melfort     | GER  | 1,85 PB  |
| 6     | Katja Schötz        | GER  | 1,85     |
| 7     | Petrina Price       | AUS  | 1,80     |
| 8     | Nicolize Steyn      | RSA  | 1,80     |

### Stabhochsprung
| Platz | Athletin           | Land | Höhe (m) |
| ----- | ------------------ | ---- | -------- |
| 1     | Jelena Issinbajewa | RUS  | 4,20 CR  |
| 2     | Annika Becker      | GER  | 4,10     |
| 3     | Vanessa Boslak     | FRA  | 4,10     |
| 3     | Fanni Juhász       | HUN  | 4,10 SB  |
| 5     | Martina Strutz     | GER  | 4,00     |
| 6     | Bridgid Isworth    | AUS  | 3,70     |
| 6     | Lucie Palasová     | CZE  | 3,70     |
| 6     | Michaela Boulová   | CZE  | 3,70     |

### Weitsprung
| Platz | Athletin               | Land | Weite (m) |
| ----- | ---------------------- | ---- | --------- |
| 1     | Conchi Montaner        | ESP  | 6,47      |
| 2     | Zhou Yangxia           | CHN  | 6,45      |
| 3     | Kumiko Ikeda           | JPN  | 6,43 NJR  |
| 4     | Dana Velďáková         | SVK  | 6,35 NJR  |
| 5     | Ewhenija Stawtschanska | UKR  | 6,23      |
| 6     | Irina Meleschina       | RUS  | 6,21      |
| 7     | Maria Chiara Baccini   | ITA  | 6,20      |
| 8     | Nolle Graham           | JAM  | 6,15      |

### Dreisprung
| Platz | Athletin             | Land | Weite (m) |
| ----- | -------------------- | ---- | --------- |
| 1     | Anastasija Ilyina    | RUS  | 14,24     |
| 2     | Anna Pjatych         | RUS  | 14,18 PB  |
| 3     | Dana Velďáková       | SVK  | 13,92 NJR |
| 4     | Mabel Gay            | CUB  | 13,74     |
| 5     | Zhou Yangxia         | CHN  | 13,72 PB  |
| 6     | Song Ying            | CHN  | 13,46     |
| 7     | Shelly Ann Gallimore | JAM  | 13,25     |
| 8     | Aurélie Talbot       | FRA  | 13,16 SB  |

### Kugelstoßen
| Platz | Athletin            | Land | Weite (m) |
| ----- | ------------------- | ---- | --------- |
| 1     | Kathleen Kluge      | GER  | 17,37 PB  |
| 2     | Li Meiju            | CHN  | 16,57     |
| 3     | Natalja Tscharaneka | BLR  | 16,40     |
| 4     | Laura Gerraughty    | USA  | 15,71     |
| 5     | Anna Tolokina       | RUS  | 15,42     |
| 6     | Lucia Korceková     | SVK  | 15,30     |
| 7     | Claudia Villeneuve  | FRA  | 15,09     |
| 8     | Kamila Hlavácová    | CZE  | 14,98     |

### Diskuswurf
| Platz | Athletin           | Land | Weite (m) |
| ----- | ------------------ | ---- | --------- |
| 1     | Xu Shaoyang        | CHN  | 54,41     |
| 2     | Jana Tucholke      | GER  | 53,97 PB  |
| 3     | Olga Gontscharenko | BLR  | 53,64     |
| 4     | Julia Bremser      | GER  | 53,06     |
| 5     | Vera Begić         | CRO  | 52,28     |
| 6     | Natalija Semenowa  | UKR  | 51,44 PB  |
| 7     | Claire Smithson    | GBR  | 50,18     |
| 8     | Briona Reynolds    | USA  | 47,88     |

### Hammerwurf
| Platz | Athletin              | Land | Weite (m) |
| ----- | --------------------- | ---- | --------- |
| 1     | Ivana Brkljačić       | CRO  | 62,22 CR  |
| 2     | Virginia Balut        | ROU  | 60,23 PB  |
| 3     | Yunaika Crawford      | CUB  | 59,98     |
| 4     | Merja Korpela         | FIN  | 59,59     |
| 5     | Martina Hrasnová      | SVK  | 57,75     |
| 6     | Natalija Krawtschenko | UKR  | 56,51     |
| 7     | Julija Denisowa       | RUS  | 55,56     |
| 8     | Debby van der Schilt  | NED  | 55,15     |

### Speerwurf
| Platz | Athletin            | Land | Weite (m) |
| ----- | ------------------- | ---- | --------- |
| 1     | Jarmila Klimešová   | CZE  | 54,82     |
| 2     | Inga Kozarenoka     | LAT  | 54,64     |
| 3     | Halina Kachawa      | BLR  | 54,26     |
| 4     | Magdalena Czenska   | POL  | 53,59     |
| 5     | Yi Chunmei          | CHN  | 53,12     |
| 6     | Goldie Sayers       | GBR  | 51,52     |
| 7     | Hidemi Ueki         | JPN  | 50,88 NJR |
| 8     | Christina Obergföll | GER  | 50,23     |

### Siebenkampf
| Platz | Athletin          | Land | Punkte   |
| ----- | ----------------- | ---- | -------- |
| 1     | Carolina Klüft    | SWE  | 6056 WJL |
| 2     | Lidiya Bashlykova | RUS  | 5898     |
| 3     | Sanna Saarman     | FIN  | 5707     |
| 4     | Barbora Špotáková | CZE  | 5689     |
| 5     | Jessica Zelinka   | CAN  | 5688 NJR |
| 6     | Olga Karas        | RUS  | 5584 PB  |
| 7     | Yvonne van Langen | NED  | 5371     |
| 8     | Lucia Tomašeková  | SVK  | 5353     |

## Abkürzungen
- WR = Weltrekord
- WU20R = U20-Weltrekord
- OR = olympischer Rekord
- YOR = olympischer Jugendrekord
- AR = Kontinentalrekord
- AU20R = U20-Kontinentalrekord
- NR = nationaler Rekord
- NU20R = nationaler U20-Rekord
- CR = Meisterschaftsrekord
- MR = Veranstaltungsrekord
- WB = Weltbestleistung
- WU20B = U20-Weltbestleistung
- WU18B = U18-Weltbestleistung
- AB = Kontinentalbestleistung
- AU20B = U20-Kontinentalbestleistung
- AU18B = U18-Kontinentalbestleistung
- NB = nationale Bestleistung
- NU20B = nationale U20-Bestleistung
- NU18B = nationale U18-Bestleistung
- PB = persönliche Bestleistung
- SB = persönliche Saisonbestleistung
- QB = Qualifikationsbestleistung
- WL = Weltjahresbestleistung
- WU20L = U20-Weltjahresbestleistung
- WU18L = U18-Weltjahresbestleistung
- DSQ = disqualifiziert (engl. Disqualified)
- DNS = Wettkampf nicht angetreten (engl. Did Not Start)
- DNF = Wettkampf nicht beendet (engl. Did Not Finish)

## Medaillenspiegel
| Medaillenspiegel (Endstand nach 43 Entscheidungen) | Medaillenspiegel (Endstand nach 43 Entscheidungen) | Medaillenspiegel (Endstand nach 43 Entscheidungen) | Medaillenspiegel (Endstand nach 43 Entscheidungen) | Medaillenspiegel (Endstand nach 43 Entscheidungen) | Medaillenspiegel (Endstand nach 43 Entscheidungen) |
| Platz                                              | Land                                               | Gold                                               | Silber                                             | Bronze                                             | Gesamt                                             |
| -------------------------------------------------- | -------------------------------------------------- | -------------------------------------------------- | -------------------------------------------------- | -------------------------------------------------- | -------------------------------------------------- |
| 01                                                 | Kenia                                              | 7                                                  | 4                                                  | 3                                                  | 14                                                 |
| 02                                                 | Russland                                           | 4                                                  | 6                                                  | 1                                                  | 11                                                 |
| 03                                                 | Südafrika                                          | 4                                                  | 1                                                  | 2                                                  | 7                                                  |
| 04                                                 | Deutschland                                        | 3                                                  | 7                                                  | 2                                                  | 12                                                 |
| 05                                                 | Jamaika                                            | 3                                                  | 4                                                  | 1                                                  | 8                                                  |
| 06                                                 | Vereinigtes Königreich                             | 3                                                  | 0                                                  | 1                                                  | 4                                                  |
| 07                                                 | Volksrepublik China                                | 2                                                  | 2                                                  | 0                                                  | 4                                                  |
| 08                                                 | Australien                                         | 2                                                  | 1                                                  | 2                                                  | 5                                                  |
| 09                                                 | Schweden                                           | 2                                                  | 1                                                  | 1                                                  | 4                                                  |
| 10                                                 | Kroatien                                           | 2                                                  | 0                                                  | 0                                                  | 2                                                  |
| 11                                                 | Polen                                              | 1                                                  | 2                                                  | 3                                                  | 6                                                  |
| 12                                                 | Äthiopien                                          | 1                                                  | 2                                                  | 2                                                  | 5                                                  |
| 13                                                 | Kuba                                               | 1                                                  | 1                                                  | 2                                                  | 4                                                  |
| 14                                                 | Niederlande                                        | 1                                                  | 1                                                  | 1                                                  | 3                                                  |
| 14                                                 | Rumänien                                           | 1                                                  | 1                                                  | 1                                                  | 3                                                  |
| 14                                                 | Spanien                                            | 1                                                  | 1                                                  | 1                                                  | 3                                                  |
| 17                                                 | Saudi-Arabien                                      | 1                                                  | 1                                                  | 0                                                  | 2                                                  |
| 18                                                 | Mexiko                                             | 1                                                  | 0                                                  | 0                                                  | 1                                                  |
| 18                                                 | Tschechien                                         | 1                                                  | 0                                                  | 0                                                  | 1                                                  |
| 18                                                 | Türkei                                             | 1                                                  | 0                                                  | 0                                                  | 1                                                  |
| 18                                                 | Uganda                                             | 1                                                  | 0                                                  | 0                                                  | 1                                                  |
| 22                                                 | Frankreich                                         | 0                                                  | 3                                                  | 3                                                  | 6                                                  |
| 23                                                 | Ukraine                                            | 0                                                  | 2                                                  | 0                                                  | 2                                                  |
| 24                                                 | Kanada                                             | 0                                                  | 1                                                  | 0                                                  | 1                                                  |
| 24                                                 | Lettland                                           | 0                                                  | 1                                                  | 0                                                  | 1                                                  |
| 24                                                 | Norwegen                                           | 0                                                  | 1                                                  | 0                                                  | 1                                                  |
| 27                                                 | Japan                                              | 0                                                  | 0                                                  | 3                                                  | 3                                                  |
| 27                                                 | Belarus                                            | 0                                                  | 0                                                  | 3                                                  | 3                                                  |
| 29                                                 | Trinidad und Tobago                                | 0                                                  | 0                                                  | 2                                                  | 2                                                  |
| 29                                                 | Slowakei                                           | 0                                                  | 0                                                  | 2                                                  | 2                                                  |
| 31                                                 | Finnland                                           | 0                                                  | 0                                                  | 1                                                  | 1                                                  |
| 31                                                 | Ghana                                              | 0                                                  | 0                                                  | 1                                                  | 1                                                  |
| 31                                                 | Katar                                              | 0                                                  | 0                                                  | 1                                                  | 1                                                  |
| 31                                                 | Kolumbien                                          | 0                                                  | 0                                                  | 1                                                  | 1                                                  |
| 31                                                 | Marokko                                            | 0                                                  | 0                                                  | 1                                                  | 1                                                  |
| 31                                                 | Südkorea                                           | 0                                                  | 0                                                  | 1                                                  | 1                                                  |
| 31                                                 | Ungarn                                             | 0                                                  | 0                                                  | 1                                                  | 1                                                  |
| 31                                                 | Vereinigte Staaten                                 | 0                                                  | 0                                                  | 1                                                  | 1                                                  |
| Gesamt                                             | Gesamt                                             | 43                                                 | 43                                                 | 44                                                 | 130                                                |